# 斯凱德斯克尼特山
南极洲
斯凱德斯克尼特山（英語：Mount Skeidskneet）是南極洲的山峰，位於東部南極洲的毛德皇后地，屬於沃爾塔特山脈的一部分，處於彼得曼山脈的西南端，海拔高度2,600米，該山峰由德國的探險隊發現。